# Schiffssicherung
Unter Schiffssicherung versteht man die Gesamtheit von Vorbeugungs- und Abwehrmaßnahmen gegen Gefährdungen von Schiffen und den an Bord befindlichen Menschen.

## Begriffsabgrenzung
Allgemeines Verständnis
Unter Schiffssicherung im allgemeinen Sinne versteht man Maßnahmen zur Brand- und Leckabwehr an Bord und zur Rettung im Seenotfall.
Erweiterter Begriff in der Handelsschifffahrt
In der Handelsschifffahrt werden unter Schiffssicherung auch Maßnahmen gegen Bedrohungen durch Piraten, Terroristen und andere kriminelle Aktivitäten verstanden.
Erweiterter Begriff in der Marine
In den Seestreitkräften umfasst Schiffssicherung ein erweitertes Aufgabenspektrum, zu dem die ABC-Abwehr und der schiffstechnische Taucherdienst gehören. Schiffssicherung ist Teil der Schadensabwehr, die alle Maßnahmen des Umgangs mit Gefechtsschäden und den Bordsanitätsdienst einschließt. Ziel ist es, die Einsatzfähigkeit des Schiffes auch im Schadensfall wiederherzustellen und zu erhalten.

## Internationale Vorschriften
Für die Handelsschifffahrt bestehen eine Anzahl von internationalen Abkommen über Sicherheitsvorschriften, die durch die Internationale Seeschifffahrts-Organisation (IMO) und durch die Hafenstaatkontrolle überwacht werden.
Der 1998 in Kraft getretene International Safety Management Code hat die Zielsetzung, die Sicherheit auf See zu gewährleisten, Menschen vor Schaden an Leib und Leben zu bewahren sowie Umweltschäden – insbesondere Schäden an der Meeresumwelt – und Schäden an Vermögenswerten zu verhüten. Der ISM-Code legt Standards für den sicheren Schiffsbetrieb einschließlich der Vorsorge für Gefahrensituationen fest.
Das 1974 abgeschlossene Internationale Übereinkommen zum Schutz des menschlichen Lebens auf See (SOLAS) schreibt Sicherheitsmaßnahmen für den Seenotfall vor und regelt die Ausrüstung von Schiffen mit Rettungsmitteln wie Rettungsbooten und Rettungswesten.
Der 2004 in Kraft getretene International Ship and Port Facility Security Code (ISPS) schreibt Maßnahmen für die Sicherheit von Schiffen gegenüber kriminellen und terroristischen Bedrohungen vor.
Das Internationale Übereinkommen über Normen für die Ausbildung, die Erteilung von Befähigungszeugnissen und den Wachdienst von Seeleuten (STCW 95) regelt die Ausbildung von Besatzungsangehörigen einschließlich des Schiffssicherungsdiensts.

## Ausbildung
Auf See müssen Schiffsbesatzungen ohne fremde Hilfe zur Schadensabwehr befähigt sein. Deshalb werden alle Besatzungsmitglieder bei vorliegender Seediensttauglichkeit in unterschiedlichem Umfang auf dem Gebiet der Schiffssicherung ausgebildet. Wichtige internationale Standards nach STCW 95 sind die Ausbildung zum Rettungsbootsmann, zum Feuerschutzmann und zum Ship Security Officer (SSO).
Die zentrale Ausbildungsstätte für Schiffssicherung in Deutschland ist das Einsatzausbildungszentrum Schadensabwehr Marine in Neustadt in Holstein. Die am gleichen Ort befindliche Außenstelle für Schiffssicherung der Wasser- und Schifffahrtsverwaltung des Bundes nutzt die Anlagen der Marine.
Von der Dienststelle Schiffssicherheit / BG-Verkehr zugelassene Kurse zur Ausbildung und Auffrischung  bzgl. Sicherheitsgrundausbildung und Unterweisung für Seeleute, Brandbekämpfung auf See und Rettungsbootmann werden ebenfalls durchgeführt in Mecklenburg-Vorpommern bei vorliegender Seediensttauglichkeit im AFZ Aus- und Fortbildungszentrum Rostock in den Bildungskategorien „STCW Erstausbildung“ und „STCW Refresher“.